# 椿市町
椿市町（つばいちちょう）は、愛知県津島市の地名。丁番を持たない単独町名である。

## 地理
津島市東部に位置する。東は光正寺町・神守町、西は下切町、南は越津町、北は宇治町・蛭間町に接する。

### 字一覧
読みはYahoo地図による。
- 一ノ割（いちのわり）
- 二ノ割（にのわり）
- 三ノ割（さんのわり）
- 五ノ割（ごのわり）

## 歴史

### 沿革
- 南北朝時代 - 尾張国海東郡の「つはいち」として所在した記録が残る[1]。
- 江戸時代 - 尾張国海東郡の尾張藩領清洲代官所支配の椿市村として所在した[8]。
- 1889年（明治22年） - 合併に伴い、越治村大字椿市となる[1]。
- 1906年（明治39年） - 合併に伴い、神守村大字椿市となる[1]。
- 1955年（昭和30年）1月1日 - 合併に伴い、津島市椿市町となる[1]。

### 字一覧
明治15年当時の椿市村の字。配列および読みは『愛知県地名収攬』336頁（椿市村）による。
- 木下（きのした）
- 松山（まつやま）
- 南屋敷附（みなみやしきつき）
- 苗代東（なわしろひがし）
- 北屋敷附（きたやしきつき）
- 高田（たかだ）
- 宮西（みやにし）
- 宇治道（うじみち）
- 苗代取（なわしろとり）
- 上千田（かみせんだ）
- 苗代西（なわしろにし）
- 橋子割（はしこわり）
- 大之田（だいのだ）
- 道下（みちしも）
- 七九（ひちく）

## 世帯数と人口
2018年（平成30年）1月1日現在の世帯数と人口は以下の通りである。
| 町丁   | 世帯数 | 人口 |
| ------ | ------ | ---- |
| 椿市町 | 28世帯 | 81人 |

### 人口の変遷
国勢調査による人口の推移
| 1995年（平成7年）  | 96人  | [ 9 ]  |  |
| 2000年（平成12年） | 80人  | [ 10 ] |  |
| 2005年（平成17年） | 80人  | [ 11 ] |  |
| 2010年（平成22年） | 100人 | [ 12 ] |  |
| 2015年（平成27年） | 84人  | [ 13 ] |  |

## 学区
市立小・中学校に通う場合、学区は以下の通りとなる。また、公立高等学校に通う場合の学区は以下の通りとなる。
| 番・番地等 | 小学校             | 中学校             | 高等学校 |
| ---------- | ------------------ | ------------------ | -------- |
| 全域       | 津島市立神守小学校 | 津島市立神守中学校 | 尾張学区 |

## 施設
- 八幡神社[6]北緯35度10分46.4秒 東経136度45分56.4秒 / 北緯35.179556度 東経136.765667度

## その他

### 日本郵便
- 郵便番号 : 496-0021[4]（集配局：津島郵便局[16]）。